# Northern Talent Cup 2023
Der Northern Talent Cup 2023 war der vierte in der Geschichte des FIM-Northern Talent Cups. Gesamtsieger wurde der Deutsche Rocco Sessler.
Es wurden 14 Rennen bei sieben Veranstaltungen ausgetragen, welche im Rahmen von u. a. der MotoGP, der Superbike-Weltmeisterschaft und der IDM stattfinden.
Darüber hinaus wird innerhalb der Serie noch der Austrian Junior Cup vergeben, welcher an Daniel Krabacher ging.

## Punkteverteilung
Meister wurde derjenige Fahrer, der bis zum Saisonende die meisten Punkte erzielt hatte. Bei der Punkteverteilung wurden die Platzierungen im Gesamtergebnis des jeweiligen Rennens berücksichtigt. Die fünfzehn erstplatzierten Fahrer jedes Rennens erhielten Punkte nach folgendem Schema:
| Punkteverteilung | Punkteverteilung | Punkteverteilung | Punkteverteilung | Punkteverteilung | Punkteverteilung | Punkteverteilung | Punkteverteilung | Punkteverteilung | Punkteverteilung | Punkteverteilung | Punkteverteilung | Punkteverteilung | Punkteverteilung | Punkteverteilung | Punkteverteilung |
| ---------------- | ---------------- | ---------------- | ---------------- | ---------------- | ---------------- | ---------------- | ---------------- | ---------------- | ---------------- | ---------------- | ---------------- | ---------------- | ---------------- | ---------------- | ---------------- |
| Platz            | 1                | 2                | 3                | 4                | 5                | 6                | 7                | 8                | 9                | 10               | 11               | 12               | 13               | 14               | 15               |
| Punkte           | 25               | 20               | 16               | 13               | 11               | 10               | 9                | 8                | 7                | 6                | 5                | 4                | 3                | 2                | 1                |

In die Wertung kamen alle erzielten Punkte.

## Rennergebnisse
|   | Lauf | Datum  | Rennen      | Strecke                          | Platz 1                   | Platz 2                   | Platz 3                   | Pole-Position             | Schn. Rennrunde | Gesamtführender |
| - | ---- | ------ | ----------- | -------------------------------- | ------------------------- | ------------------------- | ------------------------- | ------------------------- | --------------- | --------------- |
| 1 | 1    | 22.04. | Niederlande | TT Circuit Assen                 | Levin Phommara            | Jurrien van Crugten       | Lenoxx Phommara           | Lenoxx Phommara           |                 | Levin Phommara  |
| 1 | 2    | 23.04. | Niederlande | TT Circuit Assen                 | Lenoxx Phommara           | Rocco Sessler             | Martin Vincze             | Lenoxx Phommara           |                 | Lenoxx Phommara |
| 2 | 1    | 13.04. | Deutschland | Sachsenring                      | Rocco Sessler             | Julius Ahrenkiel-Frellsen | Matteo Masili             | Lenoxx Phommara           |                 | Rocco Sessler   |
| 2 | 2    | 14.05. | Deutschland | Sachsenring                      | Lenoxx Phommara           | Rocco Sessler             | Julius Ahrenkiel-Frellsen | Lenoxx Phommara           |                 | Lenoxx Phommara |
| 3 | 1    | 03.06. | Deutschland | Motorsport Arena Oschersleben    | Rocco Sessler             | Julius Ahrenkiel-Frellsen | Lenoxx Phommara           | Julius Ahrenkiel-Frellsen |                 | Rocco Sessler   |
| 3 | 2    | 04.06. | Deutschland | Motorsport Arena Oschersleben    | Lenoxx Phommara           | Rocco Sessler             | Julius Ahrenkiel-Frellsen | Julius Ahrenkiel-Frellsen |                 | Lenoxx Phommara |
| 4 | 1    | 17.06. | Deutschland | Sachsenring                      | Martin Vincze             | Lenoxx Phommara           | Antoine Nativi            | Lenoxx Phommara           |                 | Lenoxx Phommara |
| 4 | 2    | 18.06. | Deutschland | Sachsenring                      | Rocco Sessler             | Kyano Schoo               | Julius Ahrenkiel-Frellsen | Lenoxx Phommara           |                 | Rocco Sessler   |
| 5 | 1    | 24.06. | Tschechien  | Autodrom Most                    | Julius Ahrenkiel-Frellsen | Rocco Sessler             | Lenoxx Phommara           | Lenoxx Phommara           |                 | Rocco Sessler   |
| 5 | 2    | 25.06. | Tschechien  | Autodrom Most                    | Julius Ahrenkiel-Frellsen | Martin Vincze             | Lenoxx Phommara           | Lenoxx Phommara           |                 | Rocco Sessler   |
| 6 | 1    | 05.08. | Österreich  | Red Bull Ring                    | Lenoxx Phommara           | Filip Novotný             | Jurrien van Crugten       | Luis Rammerstorfer        |                 | Lenoxx Phommara |
| 6 | 2    | 06.08. | Österreich  | Red Bull Ring                    | Julius Ahrenkiel-Frellsen | Rocco Sessler             | Lenoxx Phommara           | Luis Rammerstorfer        |                 | Lenoxx Phommara |
| 7 | 1    | 23.09. | Deutschland | Hockenheimring Baden-Württemberg | Rocco Sessler             | Antoine Nativi            | Martin Vincze             |                           | Lenoxx Phommara | Rocco Sessler   |
| 7 | 2    | 24.09. | Deutschland | Hockenheimring Baden-Württemberg | Lenoxx Phommara           | Tobias Kitzbichler        | Rocco Sessler             |                           |                 | Rocco Sessler   |

### Austrian Junior Cup
|   | Lauf | Datum  | Rennen      | Strecke                          | Platz 1             | Platz 2             | Platz 3             | Gesamtführender  |
| - | ---- | ------ | ----------- | -------------------------------- | ------------------- | ------------------- | ------------------- | ---------------- |
| 1 | 1    | 13.05. | Deutschland | Sachsenring                      | Alexander Weizel    | Daniel Krabacher    | Luis Rammerstorfer  | Alexander Weizel |
| 1 | 2    | 14.05. | Deutschland | Sachsenring                      | Luca Hafeneger      | Alexander Weizel    | Daniel Krabacher    | Alexander Weizel |
| 2 | 1    | 03.06. | Deutschland | Motorsport Arena Oschersleben    | Niklas Wannenmacher | Daniel Krabacher    | Luis Rammerstorfer  | Alexander Weizel |
| 2 | 2    | 04.06. | Deutschland | Motorsport Arena Oschersleben    | Daniel Krabacher    | Niklas Wannenmacher | Luis Rammerstorfer  | Daniel Krabacher |
| 3 | 1    | 24.06. | Tschechien  | Autodrom Most                    | Daniel Krabacher    | Niklas Wannenmacher | Luis Rammerstorfer  | Daniel Krabacher |
| 3 | 2    | 25.06. | Tschechien  | Autodrom Most                    | Daniel Krabacher    | Niklas Wannenmacher | Alexander Weizel    | Daniel Krabacher |
| 4 | 1    | 05.08. | Österreich  | Red Bull Ring                    | Niklas Wannenmacher |                     |                     | Daniel Krabacher |
| 4 | 2    | 06.08. | Österreich  | Red Bull Ring                    | Daniel Krabacher    |                     |                     | Daniel Krabacher |
| 5 | 1    | 23.09. | Deutschland | Hockenheimring Baden-Württemberg | Daniel Krabacher    | Luis Rammerstorfer  | Niklas Wannenmacher | Daniel Krabacher |
| 5 | 2    | 24.09. | Deutschland | Hockenheimring Baden-Württemberg | Niklas Wannenmacher |                     |                     | Daniel Krabacher |

## Fahrerwertung
| Pos.                                | Fahrer                    | ASS | ASS | HOH | HOH | OSC | OSC | HOH | HOH | MOS | MOS | SPI | SPI | HOC | HOC | Gesamt |
| Pos.                                | Fahrer                    | L1  | L2  | L1  | L2  | L1  | L2  | L1  | L2  | L1  | L2  | L1  | L2  | L1  | L2  | Gesamt |
| ----------------------------------- | ------------------------- | --- | --- | --- | --- | --- | --- | --- | --- | --- | --- | --- | --- | --- | --- | ------ |
| 1                                   | Rocco Sessler             | 6   | 2   | 1   | 2   | 1   | 2   | DNF | 1   | 2   | 5   | 14  | 2   | 1   | 3   | 243    |
| 2                                   | Lenoxx Phommara           | 3   | 1   | 4   | 1   | 3   | 1   | 2   | DNF | 3   | 3   | 1   | 3   | DNF | 1   | 238    |
| 3                                   | Julius Ahrenkiel-Frellsen | 10  | 7   | 2   | 3   | 2   | 3   | 14  | 3   | 1   | 1   | 4   | 1   | 15  | 4   | 210    |
| 4                                   | Martin Vincze             | 4   | 3   | 5   | 4   | 4   | 7   | 1   | 4   | 5   | 2   | 6   | 6   | 3   | 8   | 192    |
| 5                                   | Filip Novotny             | 9   | 5   | 7   | 8   | 5   | 8   | 4   | 5   | 4   | 4   | 2   | 7   | 4   | 6   | 154    |
| 6                                   | Antoine Nativi            | 7   | 4   | 6   | 5   | 6   | 6   | 3   | 9   | 7   | 12  | 12  | 9   | 2   | 12  | 135    |
| 7                                   | Levin Phommara            | 1   | 6   | DNF | 9   | 9   | 5   | 5   | 7   | 12  | 10  | 5   | 12  | 8   | 9   | 123    |
| 8                                   | Kyano Schoo               | DNF | 10  | 11  | 7   | 10  | DSQ | 8   | 2   | 9   | 7   | 13  | 15  | 9   | 10  | 101    |
| 9                                   | Maxime Schmid             | 8   | DNF | 8   | 6   | 8   | 9   | 9   | 6   | 23  | 8   | 8   | 5   | DNF |     | 66     |
| 10                                  | Jurrien van Crugten       | 2   | DNF | DNF | DNF | INJ | INJ | 11  | 8   | 5   | 6   |     |     |     |     | 54     |
| 11                                  | Matteo Masili             | 15  | DNF | 3   | DNF | DNF | 4   | 13  | 22  | 8   | 11  |     |     |     |     | 46     |
| 12                                  | Anakin Zelenak            | DNS | 8   | DNF | DNS | 7   | DNF | 6   | 10  | 10  | 9   |     |     |     |     | 44     |
| 13                                  | Daniel Krabacher          | 14  | 14  | 13  | 13  | 13  | 10  | 15  | 12  | 13  | 15  |     |     |     |     | 28     |
| 14                                  | Tom Willem Kuil           | DNS | DNS | 9   | 16  | DNF | 16  | 12  | 13  | 11  | 13  |     |     |     |     | 22     |
| 15                                  | Kimi-Nikita Gundermann    | 11  | 9   | DNF | DNS | INJ | INJ | 7   | DNF | 20  | DNF |     |     |     |     | 21     |
| 16                                  | Niklas Wannenmacher       | 12  | 12  | 16  | 17  | 11  | 11  | 21  | 17  | 14  | 16  |     |     |     |     | 20     |
| 17                                  | Loris Dekkers             | 13  | 11  | 10  | DNF | 12  | DNF | 19  | 16  | 15  | 18  |     |     |     |     | 19     |
| 18                                  | Julius Coenen             |     |     |     |     |     |     | 10  | 11  | DNF | 14  |     |     |     |     | 13     |
| 19                                  | Alexander Weizel          |     |     | 12  | 11  | 17  | 14  | 17  | 15  | DNF | 17  |     |     |     |     | 12     |
| 20                                  | Kilian Holzer             | 5   | 16  | DNF | DNS | INJ | INJ | INJ | INJ | INJ | INJ |     |     |     |     | 11     |
| 21                                  | Luis Rammerstorfer        | DNS | 13  | 14  | 15  | 14  | 13  | 20  | 18  | 17  | 20  |     |     |     |     | 11     |
| 22                                  | Lorenzo Pontillo          | 16  | 15  | DNF | 12  | 16  | 15  | 18  | 14  | 21  | 23  |     |     |     |     | 8      |
| 23                                  | Luca Hafeneger            |     |     | DNF | 10  | DNF | 16  | 16  | 20  | 19  | 22  |     |     |     |     | 6      |
| 24                                  | Delano Greven             | INJ | INJ | 17  | DNF | 18  | 12  | 23  | 19  | 16  | 19  |     |     |     |     | 4      |
| 25                                  | Jan Verner                |     |     | 15  | 14  | 15  | 19  | 25  | 21  | 18  | 21  |     |     |     |     | 4      |
| 26                                  | Denis Kiesewetter         |     |     | DNF | 18  | DNF | 18  | 24  | 24  | 22  | 24  |     |     |     |     | 0      |
| 27                                  | Thomas Gervais            |     |     |     |     |     |     | 22  | 23  | DNF | DNF |     |     |     |     | 0      |
| Gaststarter: Nicht punkteberechtigt |                           |     |     |     |     |     |     |     |     |     |     |     |     |     |     |        |
|                                     | Tobias Kitzbicher         |     |     |     |     |     |     |     |     |     |     |     |     | 6   | 2   | 0      |

| Farbe         | Bedeutung                               |
| ------------- | --------------------------------------- |
| Gold          | Sieger                                  |
| Silber        | 2. Platz                                |
| Bronze        | 3. Platz                                |
| Grün          | Platzierung in den Punkten              |
| Blau          | Klassifiziert außerhalb der Punkteränge |
| Violett       | Rennen nicht beendet (DNF)              |
| Violett       | nicht klassifiziert (NC)                |
| Rot           | nicht qualifiziert (DNQ)                |
| Schwarz       | disqualifiziert (DSQ)                   |
| Weiß          | nicht am Start (DNS)                    |
| Weiß          | zurückgezogen (WD)                      |
| Weiß          | Rennen abgesagt (C)                     |
| ohne Farbe    | nicht am Training teilgenommen (DNP)    |
| ohne Farbe    | verletzt oder krank (INJ)               |
| ohne Farbe    | ausgeschlossen (EX)                     |
| ohne Farbe    | nicht erschienen (DNA)                  |
| fett          | Pole-Position                           |
| kursiv        | Schnellste Rennrunde                    |
| unterstrichen | WM-Führung                              |
| hochgestellt  | Platzierung im Sprintrennen             |

### Austrian Junior Cup
| Pos. | Fahrer                 | HOH | HOH | OSC | OSC | MOS | MOS | SPI | SPI | HOC | HOC | Gesamt |
| Pos. | Fahrer                 | L1  | L2  | L1  | L2  | L1  | L2  | L1  | L2  | L1  | L2  | Gesamt |
| ---- | ---------------------- | --- | --- | --- | --- | --- | --- | --- | --- | --- | --- | ------ |
| 1    | Daniel Krabacher       | 2   | 3   | 2   | 1   | 1   | 1   |     |     |     |     | 131    |
| 2    | Niklas Wannenmacher    | 5   | 6   | 1   | 2   | 2   | 2   |     |     |     |     | 106    |
| 3    | Luis Rammerstorfer     | 3   | 5   | 3   | 3   | 3   | 4   |     |     |     |     | 88     |
| 4    | Alexander Weizel       | 1   | 2   | 5   | 4   | DNF | 3   |     |     |     |     | 85     |
| 5    | Jan Verner             | 4   | 4   | 4   | 7   | 4   | 5   |     |     |     |     | 72     |
| 6    | Luca Hafeneger         | DNF | 1   | DNF | 5   | 5   | 6   |     |     |     |     | 47     |
| 7    | Denis Kiesewetter      | DNF | 6   | DNF | 6   | 7   | 7   |     |     |     |     | 38     |
| 8    | Kimi-Nikita Gundermann | DNF | DNS | INJ | INJ | 6   | DNF |     |     |     |     | 10     |
|      | Kilian Holzer          | DNF | DNS | INJ | INJ |     |     |     |     |     |     |        |

| Farbe         | Bedeutung                               |
| ------------- | --------------------------------------- |
| Gold          | Sieger                                  |
| Silber        | 2. Platz                                |
| Bronze        | 3. Platz                                |
| Grün          | Platzierung in den Punkten              |
| Blau          | Klassifiziert außerhalb der Punkteränge |
| Violett       | Rennen nicht beendet (DNF)              |
| Violett       | nicht klassifiziert (NC)                |
| Rot           | nicht qualifiziert (DNQ)                |
| Schwarz       | disqualifiziert (DSQ)                   |
| Weiß          | nicht am Start (DNS)                    |
| Weiß          | zurückgezogen (WD)                      |
| Weiß          | Rennen abgesagt (C)                     |
| ohne Farbe    | nicht am Training teilgenommen (DNP)    |
| ohne Farbe    | verletzt oder krank (INJ)               |
| ohne Farbe    | ausgeschlossen (EX)                     |
| ohne Farbe    | nicht erschienen (DNA)                  |
| fett          | Pole-Position                           |
| kursiv        | Schnellste Rennrunde                    |
| unterstrichen | WM-Führung                              |
| hochgestellt  | Platzierung im Sprintrennen             |